# Айнтрахт (Трір)
«Айнтра́хт» (нім. «Eintracht Trier») — німецький футбольний клуб з Тріра. Заснований 11 березня 1905 року.
Найвищим досягненням клубу були виступи у Другій Бундеслізі у 1976—1981 та 2002—2005 роках, а також півфінал національного кубка 1988 року.

## Досягнення
- Чемпіон серед аматорів: 1988, 1989
- Володар кубка Рейнланд: 1982, 1984, 1985, 1990, 1997, 2001, 2007, 2008, 2009